# 인터넷 영화 데이터베이스
인터넷 영화 데이터베이스(Internet Movie Database, 약칭 IMDb)는 영화, 배우, 텔레비전 드라마, 비디오 게임 등에 관한 정보를 제공하는 온라인 데이터베이스이다. 2014년 8월 1일을 기준으로 영화, 에피소드 정보 2,950,317건, 인물 정보 6,029,621건을 소유하고 있으며, 컴퓨터 프로그래머 콜 니덤이 1990년에 제작했다. 1996년에는 영국에 인터넷 '무비 데이터베이스 Ltd' 회사를 설립해 광고 대행, 라이선싱, 파트너십 등을 통해 수익을 창출했다. 1998년에 아마존닷컴의 자회사로 들어가, DVD, 비디오 테이프를 판매하는 데 정보를 제공하고 있다.
이용자가 내용 추가, 수정을 요청할 수 있으며 운영진의 확인 후에 실제 데이터에 적용된다. 또한 이용자가 1~10점 사이로 별점을 줄 수 있다. 총점은 가중 산술 평균 방식을 통해 결정된다.

## 통계
2018년 기준으로 IMDb는 다음의 통계가 있다:
| 장편 영화     | 479,551   |
| 단편 영화     | 625,117   |
| TV 시리즈     | 146,943   |
| TV 에피소드   | 3,343,668 |
| TV 영화       | 125,301   |
| TV 스페셜     | 10,949    |
| TV 미니시리즈 | 22,711    |
| TV 쇼트       | 8,453     |
| 비디오        | 123,630   |
| 비디오 게임   | 21,407    |

## IMDb top 250

### TV 부분
| 순위 | 작품명              | 방영    | 평점 | 연도 | 국가 |
| ---- | ------------------- | ------- | ---- | ---- | ---- |
| 1    | Planet Earth II     | BBC     | 9.5  | 2016 | 영국 |
| 2    | Planet Earth        | BBC     | 9.4  | 2006 | 영국 |
| 3    | 밴드 오브 브라더스  | HBO     | 9.4  | 2001 | 미국 |
| 4    | 체르노빌            | HBO     | 9.4  | 2019 | 미국 |
| 5    | 브레이킹 배드       | AMC     | 9.4  | 2008 | 미국 |
| 6    | Blue Planet II      | BBC     | 9.3  | 2017 | 영국 |
| 7    | 더 와이어           | HBO     | 9.3  | 2002 | 미국 |
| 8    | 왕좌의 게임         | HBO     | 9.3  | 2011 | 미국 |
| 9    | Our Planet          | BBC     | 9.3  | 2019 | 영국 |
| 10   | 코스모스 (2014)     | NGC     | 9.2  | 2014 | 미국 |
| 11   | 코스모스 (1980)     | PBS     | 9.2  | 1980 | 미국 |
| 12   | 릭 앤 모티          | Netflix | 9.2  | 2013 | 미국 |
| 13   | 아바타: 아앙의 전설 | Nick    | 9.2  | 2005 | 미국 |
| 14   | 소프라노스          | HBO     | 9.2  | 1999 | 미국 |
| 15   | 전쟁 속의 세계      | ITV     | 9.1  | 1973 | 영국 |
| 16   | 생명                | BBC     | 9.1  | 2009 | 영국 |
| 17   | 셜록                | BBC     | 9.1  | 2010 | 영국 |
| 18   | 베트남 전쟁         | PBC     | 9.1  | 2017 | 미국 |
| 19   | 강철의 연금술사     | MBS     | 9.1  | 2003 | 일본 |
| 20   | 비틀스 앤솔로지     | ABC     | 9.0  | 1993 | 영국 |

#### 단일 에피소드 기준
| 순위 | 작품명        | 에피소드명    | 방영 | 평점 | 연도 | 국가 |
| ---- | ------------- | ------------- | ---- | ---- | ---- | ---- |
| 1    | 진격의 거인   | 용기있는 자   | NHK  | 10.0 | 2019 | 일본 |
| 2    | 브레이킹 배드 | 오지만디아스  | AMC  | 10.0 | 2013 | 미국 |
| 3    | 진격의 거인   | 퍼펙트 게임   | NHK  | 9.9  | 2019 | 일본 |
| 4    | 체르노빌      | 영원의 기억   | HBO  | 9.9  | 2019 | 미국 |
| 5    | 레이지타운    | 로비의 드림팀 | HBO  | 9.9  | 2014 | 미국 |

## 같이 보기
- 한국 영화 데이터베이스
- 인터넷 영화 대본 데이터베이스